# U-Bahnhof Kaiserdamm

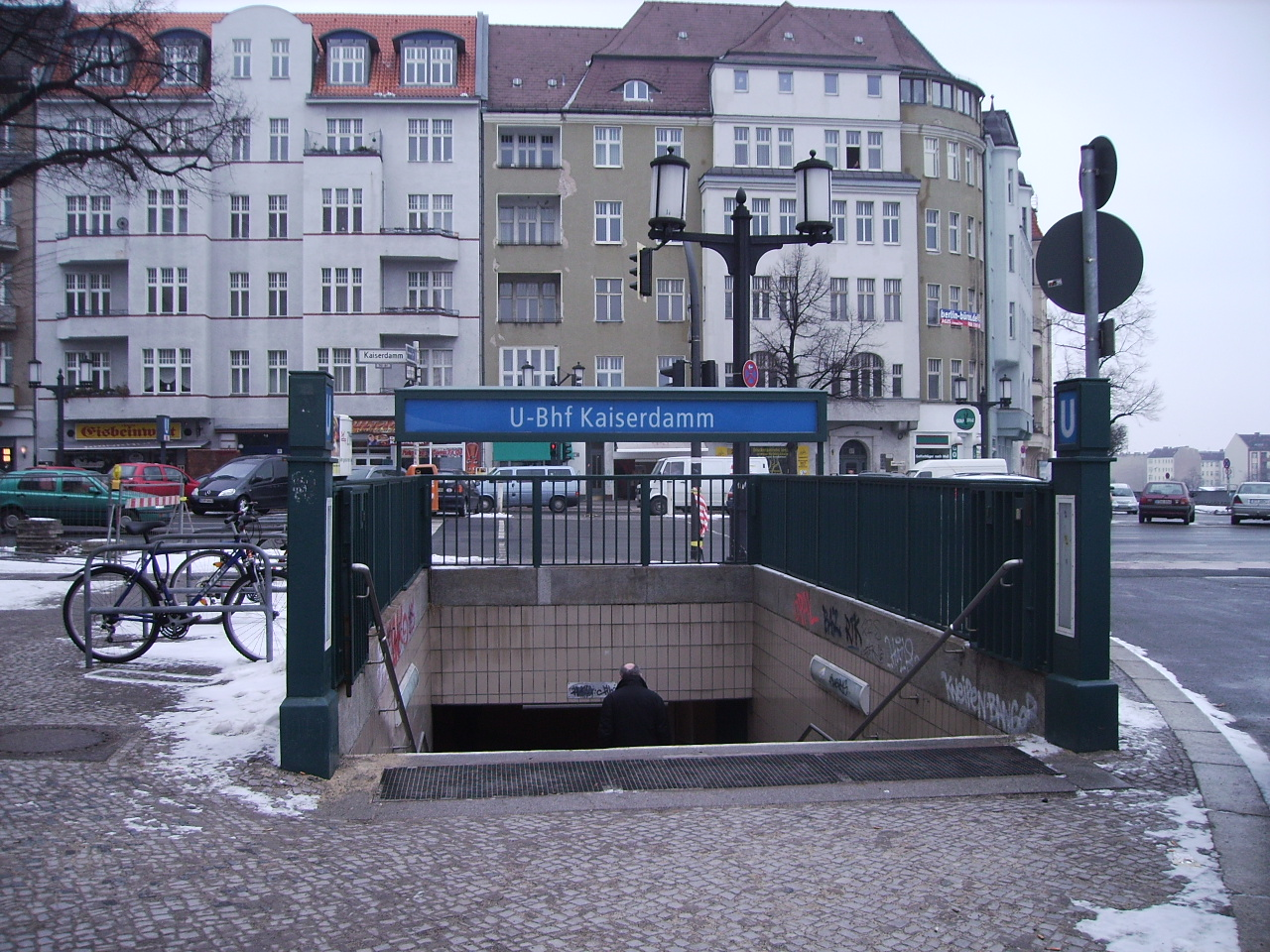
Eingang zum U-Bahnhof an der Rognitzstraße

Der U-Bahnhof Kaiserdamm ist eine Station der Linie U2 der Berliner U-Bahn. Er befindet sich nahe der Kreuzung des Kaiserdamms mit der Königin-Elisabeth-Straße und dem Messedamm im Ortsteil Westend des Bezirks Charlottenburg-Wilmersdorf und wurde am 29. März 1908 eröffnet. Der U-Bahnhof gilt als einer der offiziellen Zubringerbahnhöfe zum Berliner Messegelände sowie zum Zentralen Omnibusbahnhof.

## Geschichte

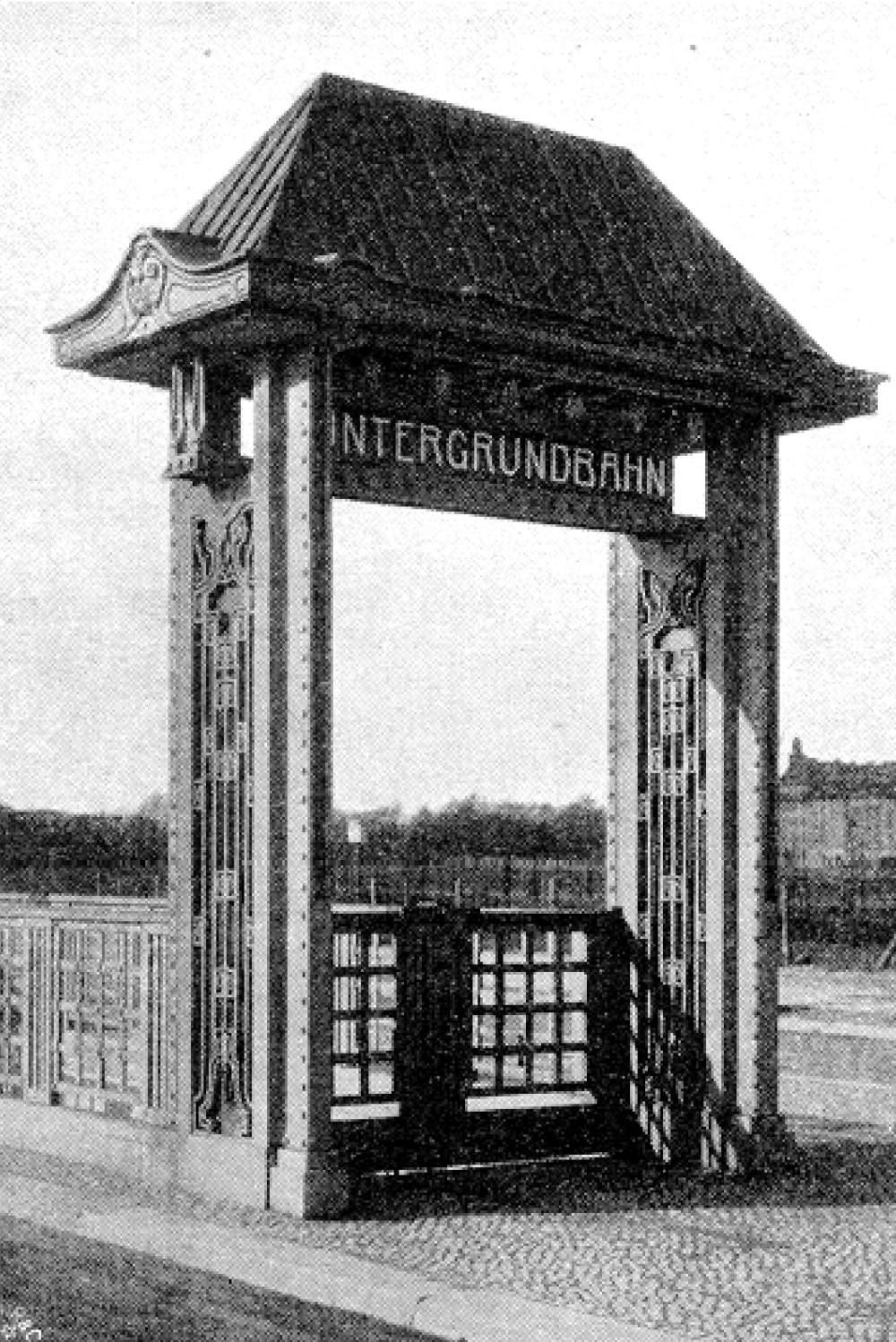
Eingangsportal zum U-Bahnhof Kaiserdamm (1908)

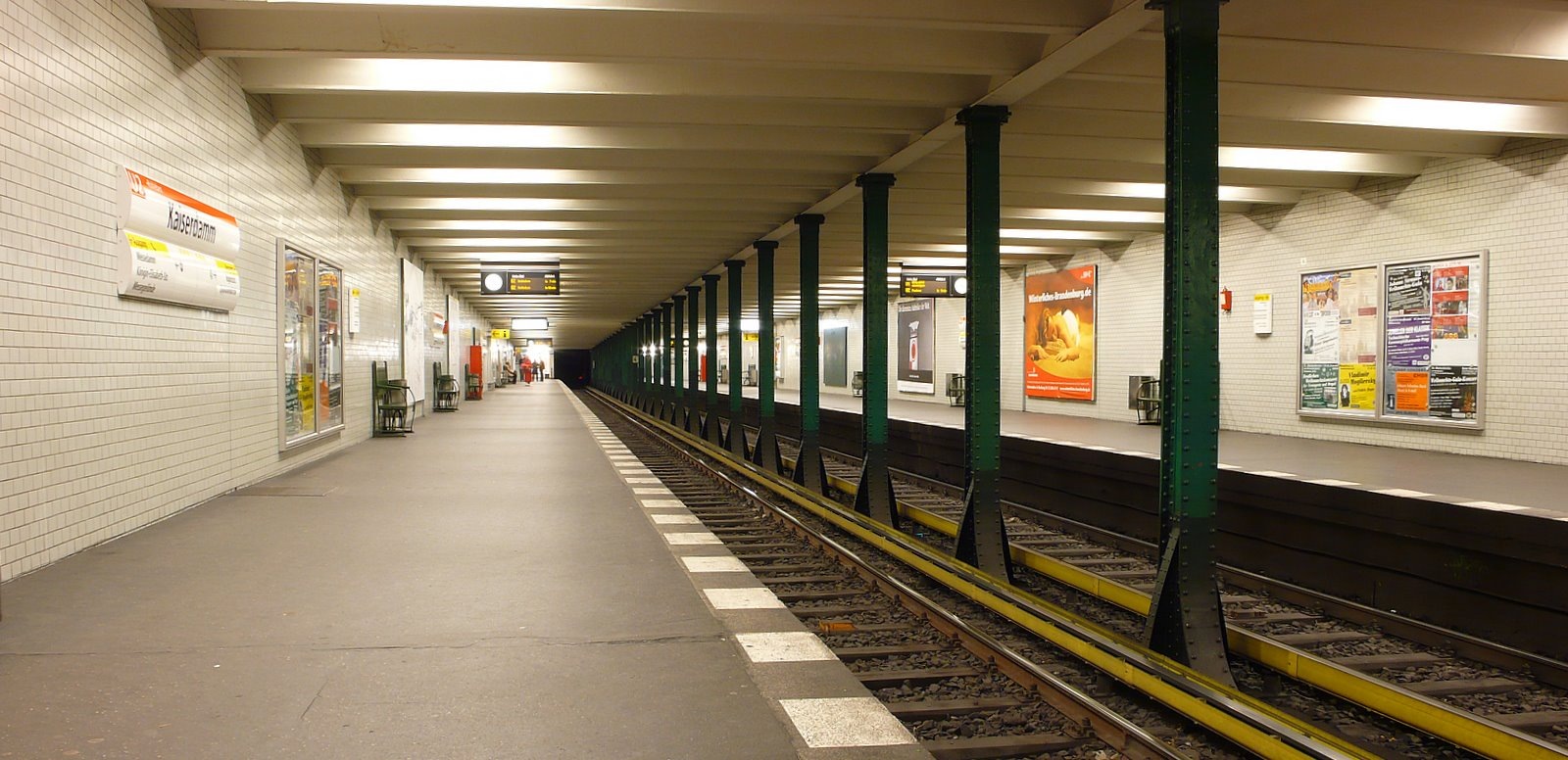
Seitenbahnsteige des Bahnhofs

Im Rahmen der Neuerschließung des Baugebietes Westend vereinbarten am 23. Juni 1906 die Territorialgesellschaft Westend, die damals selbstständige Stadt Charlottenburg sowie die Hochbahngesellschaft, die damals alle U-Bahn-Linien betrieb, eine neue Zweigstrecke der Hoch- und Untergrundbahn vom U-Bahnhof Bismarckstraße (jetzt: Deutsche Oper) zum Reichskanzlerplatz zu bauen. Das damals nur locker bis gar nicht bebaute Gebiet sollte auf diesem Wege an das Zentrum angeschlossen werden, außerdem sollten potentielle Käufer angeregt werden sich dort niederzulassen. Die Bauarbeiten für die 2,6 Kilometer lange Strecke mit den drei Bahnhöfen Sophie-Charlotte-Platz, Kaiserdamm und Reichskanzlerplatz begannen kurz nach Vertragsabschluss.
Wie für alle damaligen U-Bahn-Bauwerke übernahm der Hausarchitekt der Hochbahngesellschaft Alfred Grenander die Gestaltung der drei Stationen. Wie auch bei anderen Bauwerken konzipierte er die Bahnhöfe nüchtern und sachlich. Der Bahnhof Kaiserdamm – nach dem letzten Deutschen Kaiser Wilhelm II. – benannt, erhielt zwei je 109 Meter lange und 3,5 Meter breite Seitenbahnsteige. Die Wände gestaltete Grenander mit weißen, kleinteiligen Fliesen. Bereits zwei Wochen vor dem eigentlichen Eröffnungstermin befuhr Wilhelm II. die Strecke zum Reichskanzlerplatz, die Fahrt erhielt den Namen „Kaiserfahrt“. Die neue Strecke ging offiziell am 29. März 1908 in Betrieb.
Alsbald stieg die Bedeutung des Bahnhofs durch die Eröffnung des neuen Funkturms und des nahegelegenen Messegeländes 1926. Dort fanden unter anderem 1926 die erste Grüne Woche und 1928 die erste Internationale Luftfahrtausstellung statt. Aus diesem Grund ließ die Hochbahngesellschaft drei zusätzliche Zugänge inklusive eines Zwischengeschosses an der westlichen Seite des Bahnhofs errichten. Die Umgestaltung führte ebenfalls Alfred Grenander durch. Um einen zusätzlichen Hinweis auf das Messegelände werbewirksam zu platzieren, erhielt der Bahnhof im Jahr 1936 den Anhang Messedamm.
Im Zweiten Weltkrieg erlitt der Bahnhof kaum Beschädigungen, erst am 25. April 1945 stellte die BVG hier den Betrieb ein. Aufgrund der geringen Schäden konnte bereits am 17. Mai 1945 ein Pendelverkehr zwischen Ruhleben und Knie (heute: Ernst-Reuter-Platz) eingerichtet werden, seit dem 15. September 1946 fuhren die Züge auf der damaligen Linie AI zwischen Ruhleben und Pankow wieder durch.
Kurz nach dem Tod Konrad Adenauers am 19. April 1967 benannte die Berliner Senatsverwaltung kurzerhand den Kaiserdamm inklusive des U-Bahnhofs am 27. April 1967 in Adenauerdamm um. Dies wiederum löste große Proteste in der Bevölkerung aus; der Rheinländer gehörte nicht zu den beliebtesten Politikern der West-Berliner. Aufgrund dieser Proteste wurde die Namensänderung zum 15. Januar 1968 wieder rückgängig gemacht.
Im Jahr 1986 ließ die BVG den Bahnhof für das 750-jährige Stadtjubiläum sanieren und mit hellgrauen Fliesen ausstatten. Seitdem hat sich nichts Wesentliches am Bahnhof selbst geändert.
Zur Herstellung eines barrierefreien Zugangs ist die Errichtung von zwei Aufzügen an den östlichen Bahnsteigenden vorgesehen. Die Arbeiten hierfür sollten 2019 beginnen, die Kosten wurden mit rund 2,8 Millionen Euro veranschlagt. Ende 2022 begannen die Abbrucharbeiten an einem der Eingänge, da die unterirdische Vorhalle für den Aufzug vergrößert werden muss. Der erste Aufzug soll voraussichtlich im Frühjahr bis Sommer 2025 in Betrieb gehen. Für den zweiten Aufzug wurden mit Stand August 2024 die Bauleistung vergeben, die Fertigstellung ist für 2027 geplant.

## Anbindung
| Linie | Verlauf |
| ----- | --- |
|       | Pankow – Vinetastraße – Schönhauser Allee – Eberswalder Straße – Senefelderplatz – Rosa-Luxemburg-Platz – Alexanderplatz – Klosterstraße – Märkisches Museum – Spittelmarkt – Hausvogteiplatz – Stadtmitte – Mohrenstraße – Potsdamer Platz – Mendelssohn-Bartholdy-Park – Gleisdreieck – Bülowstraße – Nollendorfplatz – Wittenbergplatz – Zoologischer Garten – Ernst-Reuter-Platz – Deutsche Oper – Bismarckstraße – Sophie-Charlotte-Platz – Kaiserdamm – Theodor-Heuss-Platz – Neu-Westend – Olympia-Stadion – Ruhleben |

Am U-Bahnhof bestehen Umsteigemöglichkeiten von der Linie U2 zur Omnibuslinie 139 der Berliner Verkehrsbetriebe. In rund 200 Metern Entfernung befindet sich zudem der S-Bahnhof Messe Nord/ZOB an der Ringbahn.